# La Jeune Bergère
La Jeune Bergère est un tableau réalisé par le peintre français William Bouguereau en 1885. Cette huile sur toile est le portrait d'une jeune bergère exécuté dans le style académique de l'artiste. Debout devant un paysage où paît un troupeau de moutons, la jeune fille, représentée pieds nus, tient un rameau dans son dos. L'œuvre est conservée au musée d'Art de San Diego à San Diego, dans l'État américain de Californie.